# Răzvan Dumitrescu
Răzvan Dumitrescu (n. 30 mai 1965, București, România) este un jurnalist, fost angajat la Realitatea TV, unde era prezentator și realizator al emisiunii Realitatea Zilei. Din 8 iunie 2010 a realizat emisiuni la televiziunea Antena 3. 
Începând cu 3 aprilie 2017, jurnalistul prezintă Clujul în direct, la televiziunea NCN din Cluj-Napoca, zilnic de luni până vineri, timp de două ore..

## Activitate profesională
Răzvan Dumitrescu a început să lucreze în televiziune din octombrie 1991 ca prezentator al SOTI, apoi ca prezentator de știri și moderator-realizator al mai multor emisiuni (Ediție specială) la TVR. A mai lucrat la B1 TV, Realitatea TV (2003–2010), apoi la Antena 3.
În presa scrisă, Răzvan Dumitrescu a lucrat la săptămânalele Zig-zag și Flacăra, colaborând și cu Academia Cațavencu; la ziarul Curentul a fost redactor-șef adjunct. A lucrat și la agenția de presă Mediafax.
În 2010, înființează alături de Bogdan Chirieac firma Press Media Electronic SRL, editorul DCnews.